# Kandhar
Kandhar es una ciudad y  municipio situada en el distrito de Nanded en el estado de Maharashtra (India). Su población es de 24843 habitantes (2011). Se encuentra a 29 km de Nanded-Waghala, muy próxima al embalse de Manyad.

## Demografía
Según el censo de 2011 la población de Kandhar era de 24843 habitantes, de los cuales 13048 eran hombres y 11795 eran mujeres. Kandhar tiene una tasa media de alfabetización del 78,99%, inferior a la media estatal del 82,34%: la alfabetización masculina es del 85,10%, y la alfabetización femenina del 72,23%.